# ماك هيليز
ماك هيليز (بالإنجليزية: Mack Hillis)‏ هو لاعب كرة قاعدة أمريكي، ولد في 23 يوليو 1901 في كامبريدج في الولايات المتحدة، وتوفي بنفس المكان في 16 يونيو 1961.

## وصلات خارجية
- ماك هيليز على موقعبيزبول رفرنس.كوم (الدوري الرئيسي) (الإنجليزية)
- ماك هيليز على موقعبيزبول رفرنس.كوم (الدوري الثانوي) (الإنجليزية)